# باول باول (سياسي)
باول باول (بالإنجليزية: Paul Powell)‏ هو سياسي أمريكي، ولد في 21 يناير 1902 في فيينا في الولايات المتحدة، وتوفي في 10 أكتوبر 1970 في روشستر في الولايات المتحدة. حزبياً، نشط في الحزب الديمقراطي. وقد انتخب عضو مجلس نواب إلينوي.